# Підкамінська ікона Божої Матері

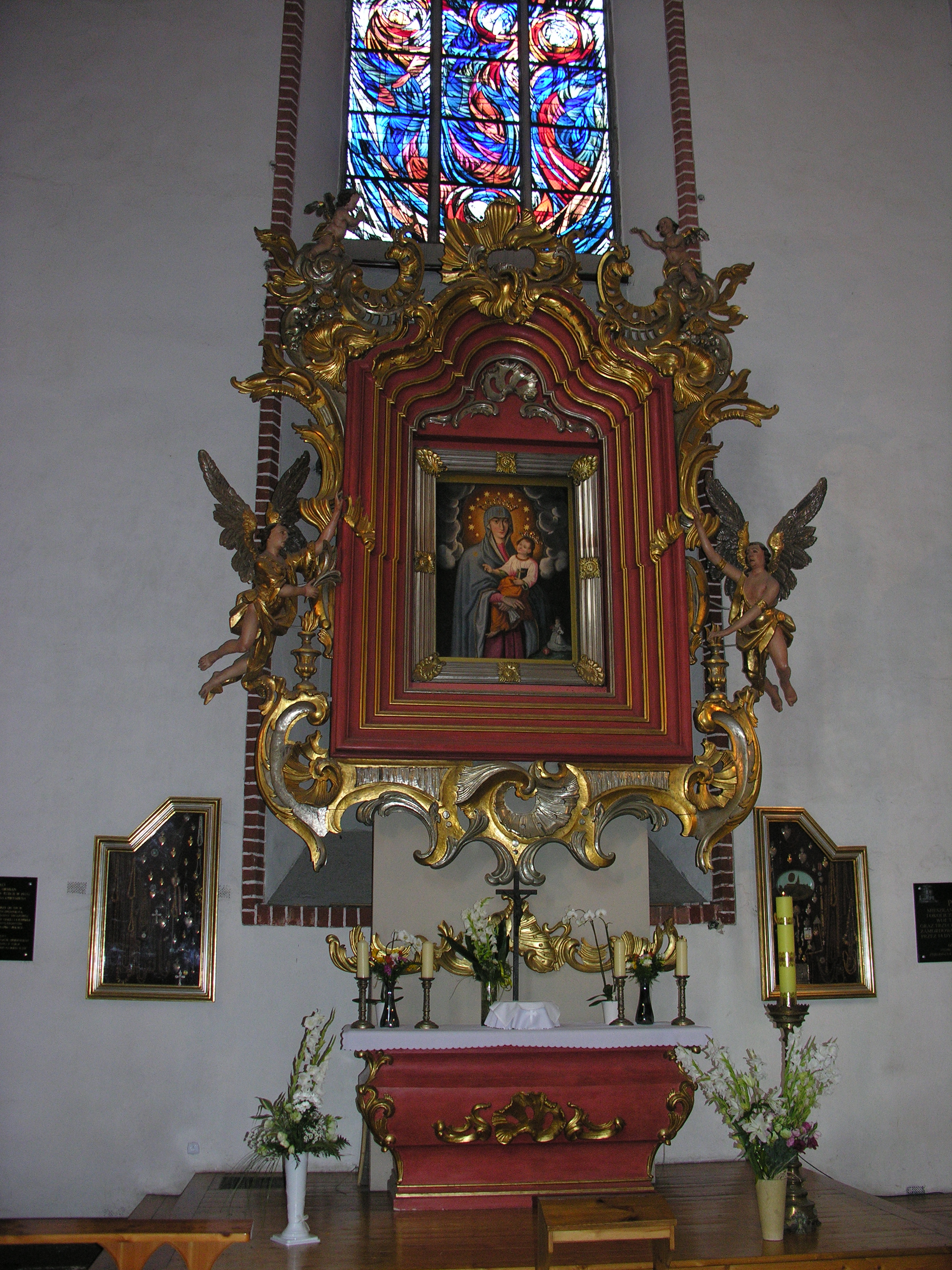
Підкамінська ікона Божої Матері, XVIII ст.

Підка́мінська іко́на Бо́жої Ма́тері — одна з найбільших католицьких святинь України.

## Історія ікони
Коронація ікони — 28 серпня 1727 року. Для коронації інтер'єр костелу було прикрашено розписами та різьбою. Для створення парадної атмосфери, було використано військові прапори та 56 гармат. Під час святкування було проголошено 20 філософських та теологічних промов, відслужено 4 169 мес, згоріло 28 000 лампад та свічок. Так як всі прочани не змогли поміститися у соборі, святкування відбувалося на сусідньому пагорбі. Проповідь на коронації Підкамінської ікони Божої Матері — Казімеж Грушецький (з роду Грушецьких).